# 리을춤연구원
리을춤연구원은 전통무용 및 창작무용의 발전을 도모하고 무용의 대중화와 국제교류를 통해 국민의 전통문화 예술에 대한 인식을 제고하며, 무용예술인의 지위 및 권리를 신장할 목적으로 2000년 5월 27일 설립된 대한민국 문화체육관광부 소관의 사단법인이다. 사무실은 서울특별시 동대문구 장안동 465-15 백상빌딩 401호(우: 130-100)에 있다.

## 주요 사업
- 무용예술의 창작활동
- 무용예술의 보급과 학술연구
- 무용예술의 국제교류
- 무용신문 및 창작무용예술전문지 출판
- 전국무용예술제 및 국제무용제 개최